# California (canción)
California es una canción que forma parte del álbum The Guest de Phantom Planet editado en el 2002. La letra de la canción trata sobre un viaje por la Ruta 101 de Estados Unidos, para asistir a un concierto.
La canción fue inicialmente utilizada en el octavo episodio de la serie de TV Fastlane, la canción gustó tanto que se decidió utilizarla como canción de apertura para la serie de televisión The O.C.. Previamente la canción había sido utilizada en la banda sonora de la película Orange County. 
En cuanto a la autoría se reconoce explícitamente el aporte de Al Jolson y su equipo de compositores en "California", presumiblemente porque el título y el coro son muy similares a su "California, Here I Come". Algunos sitios web hacen referencia a la canción de Phantom Planet como una versión cover de la melodía de Jolson. Algunas partes de la canción, sobre todo los solos de piano al principio y al final, son similares a los de la canción de Jolson, aunque la melodía posee varias diferencias. 
La canción fue regrabada en el 2005 por Phantom Planet y fue relanzada como "California 2005", en una versión más suave que la versión original. "California 2005" fue estrenada en el segundo episodio de la tercera temporada de The O.C.. La canción recibió amplia difusión radial en el estado de California, aunque era relativamente desconocida en otros lugares, excepto por ser el tema de The O.C.. 
Una nueva versión/interpretación de la canción fue grabada en el 2006 - una vez más para The O.C. 
La canción también fue utilizada en la serie The Simpsons , en el episodio Milhouse de arena y niebla, que incluye una parodia de The O.C.. 
La canción aparece en el documental Enron: Los chicos más inteligente en la habitación cuando se introduce la película Enron fechorías en California. 